# Кристоф фон Валдбург-Траухбург
Кристоф фон Валдбург-Траухбург (на немски: Christoph von Waldburg-Trauchburg; * 2 август 1551; † 28 февруари 1612) е наследствен трушсес, фрайхер на Валдбург в Траухбург, Фридберг и Шеер (1580).

## Произход
Той е четвъртият син на Вилхелм Млади фон Валдбург-Траухбург (1518 – 1566) и съпругата му графиня Йохана фон Фюрстенберг (1529 – 1589), дъщеря на граф Фридрих III фон Фюрстенберг (1496 – 1559) и графиня Анна фон Верденберг-Хайлигенберг (ок. 1510 – 1554). Племенник е на Ото фон Валдбург (1514 – 1573), епископ на Аугсбург (1543) и кардинал (1544). Брат му Гебхард I фон Валдбург (1547 – 1601) е архиепископ и курфюрст на Кьолн (1580 – 1583).

## Фамилия
Кристоф фон Валдбург-Траухбург се жени на 16 октомври 1577 г. за графиня Анна Мария фон Фюрстенберг-Хайлигенберг (* 3 февруари 1562; † 2/12 октомври 1611), дъщеря на граф и ландграф Хайнрих X фон Фюрстенберг (1536 – 1596) и графиня Амалия фон Золмс-Лих (1537 – 1593). Те имат 14 деца:
- Вилхелм Хайнрих фон Валдбург (* 26 януари 1580; † 7 май 1652), граф на Фридберг и Траухбург (Прага 1 юни 1628), във Фридберг, Шеер, Дюрментинген, Бусен и Каленберг, имперски камера съд президент, женен I. на 4 октомври 1612 г. за графиня Юлиана фон Зулц (* 12 ноември 1590, Вадуц; † 23 май 1617), II. на 28 септември 1652 г. за Анна Мария фон Валдбург цу Волфег и Цайл († 14 октомври 1635)
- Анна Мария (* 3 декември 1581; † 13 януари 1606, Прага), омъжена I. на 28 септември 1597 г. за фрайхер Фердинанд фон Волкенщайн-Тростбург (* 1573; † 15 юли 1599), II. в Шеер на 28 април 1602 г. за фрайхер Йохан Якоб Бройнер цу Щюбинг (* 28 февруари 1566, Грац; † 11 септември 1606, Прага)
- Амалия (*/† 21 септември 1582)
- Йохан (* 25 януари 1584; † 20 ноември 1592)
- Ото (* 20 май 1585; † 28 февруари 1588)
- Йохана Отилия (* 19 януари 1587; † 1626), приорес в Зисен
- Андреас (* 11 април 1588; † 8 септември 1588)
- Елизабет (* 27 юли 1589, Шеер; † 20 ноември 1630, Траухбург), омъжена в Шеер на 6 октомври 1611 г. (развод 1629/30) за граф Йоханес Фугер фон Кирхберг-Вайсенхорн (* 21 февруари 1591, Шпайер; † 15 април 1638), син на граф Маркс Фугер фон Кирхберг-Вайсенхорн (1564 – 1614) и графиня Анна Мария фон Хоенцолерн-Зигмаринген (1573 – 1598)
- Кристоф Маркус (* 11 октомври 1590; † 6 януари 1617), хауптман на Валдбург
- Фридрих фон Валдбург (* 15 януари 1592; † 17 ноември 1636, Кемптен), фрайхер и трушсес на Валдбург в Траухбург, имперски камера съд президент, от 1628 г. имперски граф, женен на 16 ноември 1625 г. за фрайин Сузана Куен фон Белази (* ок. 1610; † 15 ноември 1669)
- Мария Доротея (* 12 септември 1593; † 15 януари 1594)
- Валбурга Евсебия (* 26 юни 1595; † 10 март 1671), омъжена на 24/25 ноември 1618 г. за фрайхер/граф Йохан/Ханс Вилхелм фон Кьонигсег-Аулендорф (* ок. 1595; † 30 април 1663)
- Сибила Евсебия (* 30 януари 1597; † 3 юни 1625), монахиня в „Св. Анна“ в Луцерн
- Мария Магдалена Евсебия (* 22 юли 1598; † 1625), монахиня в „Св. Анна“ в Луцерн